# Am I Blue
Am I Blue est une pièce de théâtre de Beth Henley créée en 1974 à l'université méthodiste du Sud. Elle a débuté en 1982 off-Broadway.

## Argument
Dans le quartier français de La Nouvelle-Orléans, John Polk, un étudiant rencontre dans un bar une fille de 16 ans qui vole des cendriers.